# Lepidochrysops ketsi
The Ketsi Blue (Lepidochrysops ketsi) là một loài bướm ngày thuộc họ Bướm xanh. Loài này có ở Nam Phi.
Sải cánh dài 32–35 mm đối với con đực và 32–33 mm đối với con cái. Con trưởng thành bay từ tháng 10 đến tháng 3, with peaks in tháng 11 và tháng 1. Có hai lứa trưởng thành một năm.
Ấu trùng ăn Selago species, bao gồm Selago corymbosa và Selago geniculata và Salvia species.

## Phụ loài
- Lepidochrysops ketsi ketsi (West Cape, along the East Cape mountains to Lesotho, the Orange Free State, the KwaZulu-Natal hills và highveld in Gauteng, Mpumalanga, the Limpopo Province và the North West Province)
- Lepidochrysops ketsi leucomacula Henning & Henning, 1994 (coastal grassland và savannah in the East Cape và KwaZulu-Natal)